# Championnats du monde de gymnastique rythmique 1995

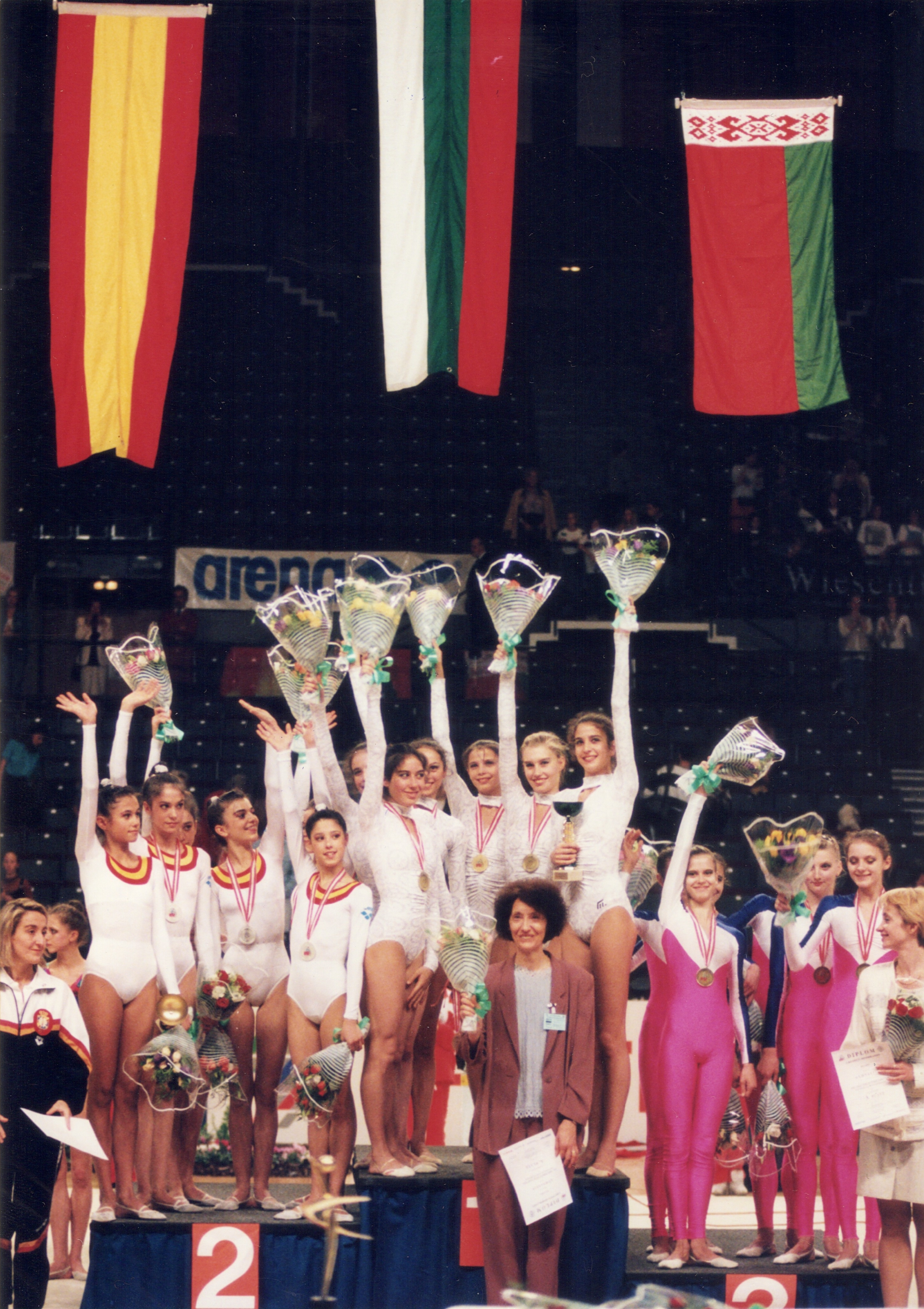
Podium du concours général par ensembles.

Les XIXe championnats du monde de gymnastique rythmique se sont tenus à Vienne en Autriche du 20 au 24 septembre 1995.

## Épreuves individuelles

### Concours général individuel
| Rang | Nation | Gymnaste                 | Points |
| ---- | ------ | ------------------------ | ------ |
| 1    |        | Maria Petrova            | 39.800 |
| 1    |        | Ekaterina Serebrianskaya | 39.800 |
| 3    |        | Larissa Lukianenko       | 39.700 |
| 3    |        | Yanina Batyrchina        | 39.700 |

### Ballon
| Rang | Nation | Gymnaste                 | Points |
| ---- | ------ | ------------------------ | ------ |
| 1    |        | Yanina Batyrchina        | 9.950  |
| 1    |        | Amina Zaripova           | 9.950  |
| 1    |        | Ekaterina Serebrianskaya | 9.950  |
| 4    |        | Maria Petrova            | 9.900  |
| 5    |        | Larissa Lukianenko       | 9.850  |
| 6    |        | Diana Popova             | 9.750  |
| 7    |        | Eva Serrano              | 9.700  |
| 7    |        | Magdalena Brzeska        | 9.700  |

### Corde
| Rang | Nation | Gymnaste                 | Points |
| ---- | ------ | ------------------------ | ------ |
| 1    |        | Larissa Lukianenko       | 9.950  |
| 2    |        | Maria Petrova            | 9.925  |
| 2    |        | Ekaterina Serebrianskaya | 9.925  |
| 2    |        | Victoria Stadnik         | 9.925  |
| 5    |        | Yanina Batyrchina        | 9.900  |
| 6    |        | Diana Popova             | 9.750  |
| 6    |        | Natalia Lipkovskaya      | 9.750  |
| 8    |        | Magdalena Brzeska        | 9.700  |

### Massues
| Rang | Nation | Gymnaste                 | Points |
| ---- | ------ | ------------------------ | ------ |
| 1    |        | Maria Petrova            | 9.950  |
| 1    |        | Amina Zaripova           | 9.950  |
| 3    |        | Ekaterina Serebrianskaya | 9.925  |
| 3    |        | Elena Vitrichenko        | 9.925  |
| 5    |        | Larissa Lukianenko       | 9.900  |
| 6    |        | Natalia Lipkovskaya      | 9.775  |
| 7    |        | Eva Serrano              | 9.725  |
| 7    |        | Magdalena Brzeska        | 9.725  |

### Ruban
| Rang | Nation | Gymnaste           | Points |
| ---- | ------ | ------------------ | ------ |
| 1    |        | Elena Vitrichenko  | 9.950  |
| 2    |        | Larissa Lukianenko | 9.925  |
| 2    |        | Amina Zaripova     | 9.925  |
| 4    |        | Diana Popova       | 9.800  |
| 4    |        | Yanina Batyrchina  | 9.800  |
| 6    |        | Eva Serrano        | 9.775  |
| 7    |        | Magdalena Brzeska  | 9.725  |
| 8    |        | Maria Petrova      | 9.725  |

## Concours général par équipe
| Rang | Nation      | Total  |
| ---- | ----------- | ------ |
| 1    | Russie      | 78.100 |
| 2    | Bulgarie    | 77.600 |
| 3    | Ukraine     | 77.450 |
| 4    | Biélorussie | 76.850 |
| 5    | Espagne     | 75.200 |
| 6    | Allemagne   | 74.850 |
| 7    | Italie      | 74.800 |
| 8    | Roumanie    | 74.000 |

## Ensembles

### Concours général
| Rang | Nation      | 5 Cerceaux | 3 Ballons, 2 Rubans | Total  |
| ---- | ----------- | ---------- | ------------------- | ------ |
| 1    | Bulgarie    | 19.800     | 19.775              | 39.575 |
| 2    | Espagne     | 19.750     | 19.650              | 39.400 |
| 3    | Biélorussie | 19.550     | 19.525              | 39.075 |
| 4    | Russie      | 19.025     | 19.725              | 38.750 |
| 5    | France      | 19.350     | 19.250              | 38.600 |
| 5    | Allemagne   | 19.350     | 19.250              | 38.600 |
| 7    | Italie      | 19.150     | 19.400              | 38.550 |
| 8    | Chine       | 19.325     | 19.200              | 38.525 |

### 5 Cerceaux
| Rang | Nation      | Total  |
| ---- | ----------- | ------ |
| 1    | Bulgarie    | 19.825 |
| 2    | Espagne     | 19.800 |
| 3    | Biélorussie | 19.600 |
| 4    | Chine       | 19.475 |
| 5    | France      | 19.375 |
| 6    | Allemagne   | 19.300 |
| 7    | Ukraine     | 19.275 |
| 8    | Japon       | 18.825 |

### 3 Ballons + 2 Rubans
| Rang | Nation      | Total  |
| ---- | ----------- | ------ |
| 1    | Espagne     | 19.800 |
| 2    | Bulgarie    | 19.775 |
| 3    | Russie      | 19.650 |
| 4    | Italie      | 19.375 |
| 5    | Biélorussie | 19.200 |
| 6    | Allemagne   | 19.050 |
| 7    | France      | 19.850 |
| 7    | Grèce       | 18.850 |